# El Pozuelo
|  | Per a altres significats, vegeu «jaciment arqueològic d'El Pozuelo». |

El Pozuelo és un municipi de la província de Conca, a la comunitat autònoma de Castella-La Manxa.

## Demografia
| 1991 |  | 1996 |  | 2001 |  | 2004 |
| ---- |  | ---- |  | ---- |  | ---- |
| 114  |  | 106  |  | 100  |  | 113  |